# Machuca, mein Freund
Machuca, mein Freund ist ein chilenischer Spielfilm von Andrés Wood aus dem Jahr 2004, der die Freundschaft zweier Kinder aus unterschiedlichen sozialen Schichten schildert. Der Film spielt unmittelbar vor und während des Putsches von Augusto Pinochet gegen Salvador Allende.

## Handlung
Im Chile der frühen 1970er Jahre macht sich wegen der herrschenden Umstände Unmut unter den ärmeren Bevölkerungsschichten breit. Sozialistische Ideen werden populär. In der lateinamerikanischen Kirche wird die Befreiungstheologie entwickelt, die im Konflikt zur Sichtweise des Vatikans einen konkreten Eintritt des Klerus für Verbesserungen nicht erst im Jenseits steht.
Vor diesem Hintergrund lässt der Schulleiter Father McEnroe an der elitären Jungenschule Saint Patrick zum ersten Mal Kinder aus den Slums zu, die vom Schulgeld befreit werden. Im Zuge des Reformprojekts sollen die Oberschichtkinder zusammen mit ihren neuen Klassenkameraden Grundzüge der Landwirtschaft und Schweinezucht erlernen. Dieses Experiment scheitert aufgrund unzureichenden Wissens – die 30 Schweine sterben, da man vergessen hat, sie zu impfen. Trotz anfänglicher Schwierigkeiten entwickelt sich zwischen Gonzalo Infante, einem verwöhnten Kind aus der Oberschicht, und Pedro Machuca, der aus einer extrem armen und zerrütteten Familie stammt, eine tiefe Freundschaft. Beide können so Blicke in die Welt des jeweils anderen werfen.
Die Freundschaft erweist sich allerdings von Beginn an als fragil, da die Ausflüge in die Welten des jeweils Anderen immer auch mit Beleidigungen und Anfeindungen durch Angehörige des jeweiligen Milieus verbunden sind. Beide Milieus werden konsequent spiegelbildlich dargestellt: Der Zerrüttung der Familie, die im Slum lebt und deren alkoholabhängiger Vater nur gelegentlich auftaucht, um Geld zu holen, stehen die Konsumorientierung und moralische Zerrüttung der Oberschichtfamilie gegenüber, in der die Mutter ihren Mann betrügt und die Kinder das deutlich wissen lässt. Der ummauerten Villa auf der einen Seite des Flusses steht der aus Bretterhütten bestehende Slum ohne Kanalisation auf der anderen Seite gegenüber. Während der sehr kindlich wirkende Gonzalo von seiner Mutter gehätschelt (worauf auch der Familienname Infante verweist), psychisch fast erdrückt und letztlich bestochen wird, müssen die Kinder im Slum arbeiten. Während Gonzalo von seinen Klassenkameraden aufgrund seiner roten Backen und Sommersprossen „Erdbeergesicht“ genannt wird, wirkt Pedro reifer und verantwortungsvoller. Während Gonzalos Schwester sich auf Partys mit Alkohol enthemmt, tauschen Gonzalo und Pedro mit dessen Cousine Silvana Küsse mit gezuckerter Kondensmilch aus. Während Silvanas Vater im Vorfeld des drohenden Bürgerkrieges auf Demonstrationen Fahnen an beide Konfliktparteien verkauft, ist Gonzalos Vater für die Welternährungsorganisation tätig, geht aber hamstern. Gonzalo hilft Silvanas und Pedros Familie, die Fahnen beider Seiten zu verkaufen, wobei sein Motiv nicht Broterwerb ist, sondern der Erhalt der Freundschaft. Diese scheint trotz andauernder Versuche der negativen Beeinflussung von beiden sozialen Polen aus stark zu sein.
Wie in der Schule spitzt sich aber im ganzen Land der Konflikt zwischen den Besitzenden und den Mittellosen über die Zeit zu. Insgesamt zeigen die Kinder und Jugendlichen aus den Slums dabei viel Mut und Bereitschaft zum körperlichen Einsatz, während etliche der Oberschichteltern das Experiment des gemeinsamen Unterrichtens ihrer Kinder mit den Slum-Kindern beenden möchten. Auf dem Höhepunkt des Konflikts putscht sich Augusto Pinochet an die Macht und das Land versinkt binnen kürzester Zeit in einer Militärdiktatur. Auch in der Schule werden die Padres abgesetzt, die noch in einer trotzigen Geste die Abwesenheit christlicher Ideen durch die Entweihung der Schulkapelle demonstrieren. Pedro ist der erste, der Mut zeigt und den abtretenden Padres seinen Respekt und Dank erweist, doch Sympathiekundgebungen von Seiten der Schüler werden hart bestraft.
Die Freundschaft zwischen den beiden Jungen ist fragil und birgt immer wieder Enttäuschungs- und Aggressionspotential in sich. Endgültig zerbricht sie aber, als Gonzalo Zeuge der brutalen Räumung des Slums durch die Militärs wird. Pedros Cousine Silvana wird dabei beim Versuch, ihren Vater vor den Misshandlungen durch die Soldaten zu schützen, erschossen und Gonzalo Infante leugnet bei der ihm drohenden Verhaftung jede Beziehung zu den Slumbewohnern ab. Gegenüber den Soldaten legitimiert er sich durch seine (von Pedro einst bewunderten) Adidas-Schuhe, seine Jeans und den Hinweis darauf, dass er auf der anderen Seite des Flusses lebe. Pedro treten während dieser Szene die Tränen in die Augen. Während danach das düstere Schicksal der armen Bevölkerung ungeklärt bleibt, kehrt Infante mit seinem Fahrrad zurück in die Welt der bevorzugten Oberschicht. Den Bruch zwischen den beiden Kindern unterschiedlicher sozialer Klassen hatte schon Pedros Vater in betrunkenem Zustand prophezeit: Gonzalo werde die Universität besuchen und später an der Spitze eines Unternehmens stehen, Pedro aber zeitlebens Gonzalos Toilette putzen.
Die gesamte Handlung wird konsequent aus der Sicht der Kinder erzählt. Das zeigen auch lange Kameraeinstellungen auf Gesichter, vor allem auf Gonzalos kindliches Gesicht. Was in seinem Inneren vorgeht, ist nicht immer ersichtlich. Die Kinder interessieren sich nicht besonders für Politik, sie nehmen die Welt, wie sie ist.

## Kritiken
„Der mit Sorgfalt, Geduld und Humor inszenierte Film hält konsequent die kindliche Perspektive durch, die bildhaft für Allendes Traum von sozialer Gleichheit steht. Der Einbruch der Wirklichkeit fällt dadurch umso drastischer aus.“

Eckart Lottmann weist auf die Symbolfunktion der beiden Hauptfiguren hin, die stellvertretend für die Klassen stehen, die Anfang der 1970er Jahre in Chile um die Macht ringen. Silvana steht für den unschuldigen Genuss, der nur möglich ist, solange die Konflikte nicht eskalieren. Der Liebhaber von Gonzalos Mutter steht für den Repressionsapparat, sein Vater für die Doppelmoral, die es auch in internationalen Organisationen gibt. Der Schluss bleibt insofern offen, als die Erfahrungen, die Gonzalo aus den Ereignissen gezogen hat, nicht einmal angedeutet werden. Dass sie Spuren für das gesamte Leben hinterlassen werden, scheint aber sicher.

## Auszeichnungen
Der Film war der chilenische Oscar-Kandidat, wurde für den Goya-Filmpreis nominiert und vom Vancouver International Film Festival 2004 zum populärsten internationalen Film gewählt. Der Film war ein wirtschaftlicher Erfolg und erzielte mit über 600.000 Zuschauern die dritthöchste Besucherzahl in der Geschichte des Landes bis 2009.

## Hintergrund
Der Film ist stark autobiographisch geprägt. Andrés Wood besuchte selbst das elitäre Saint George’s College in Santiago de Chile. Er widmete sein Werk im Abspann dem damaligen Schulleiter, Father Gerardo Whelan, welcher abberufen wurde, als die Schule nach dem Putsch dem Militär unterstellt wurde.